# كوثر الدخيل
كوثر الدخيل (1964 -)، ممثلة كويتية. بدأت مشوارها الفني في أواخر الثمانيات، اشتهرت مع الممثل عبد الله الحبيل في مسلسل نصيب، عام 1990 العام الذي اعتزلت فيه ولم تمثل بعده بأي عمل، وتركت لها أعمالًا قليلة لكن بأدوار بطولية.